# Жан-Батіст Андреа
Жан-Батіст Андреа (Jean-Baptiste Andrea; нар. 4 квітня 1971, Сен-Жермен-ан-Ле) — французький письменник, кінорежисер і сценарист. У 2023 році він отримав Гонкурівську премію за роман «Потурбуйся про неї» (Veiller sur elle).

## Біографія
Жан-Батист Андреа виріс у Каннах. Пізніше він переїхав до Парижа, де отримав диплом з політології та економіки. Він є випускником Інституту політичних досліджень у Парижі та ESCP. Далі була 20-річна кар'єра режисера та сценариста у Франції та США. Разом з Фабрісом Канепою він написав сценарій і поставив англомовний фільм жахів «Тупик» (2003), який отримав кілька міжнародних фестивальних нагород. З чорною кримінальною комедією «Велике нічого» (2006), яку він зняв сам і з Девідом Швіммером, Саймоном Пеггом та Еліс Ів у головних ролях, він не зміг розвинути свій попередній успіх.

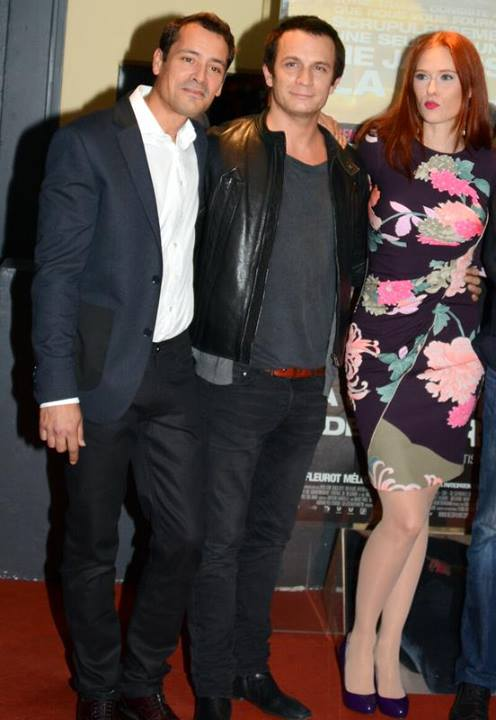
Андреа разом зі своїми головними акторами Жеремі Реньє та Одрі Флеро на попередньому показі свого фільму «Братство сліз» (2013)

Після трилера «Братерство сліз — Остання доставка» з Жеремі Реньє (2013) Андреа пішов з кінобізнесу та успішно заявив про себе як письменник. Зараз він вважається одним із найперспективніших письменників свого покоління. Його дебют Ma Reine (2017, Моя королева), опублікований незалежним видавцем L'Iconoclaste, перший том трилогії про дитинство, приніс йому Prix Femina des lycéens, Prix du premier roman, Премію Алена-Фурнє та премією Фонду Жаклін де Роміллі. Роман розповідає історію про дванадцятирічного хлопчика, який живе з батьками на провансальській заправці та вирушає на небезпечні пошуки своєї дівчини.
Друга частина трилогії, Cent millions d'années et un jour (2019, "Сто мільйонів років і один день") також мала успіх у читачів. Дія роману розгортається влітку 1954 року, в романі йдеться про паризького палеонтолога, який вирушає на пошуки скелета динозавра у французьких Приморських Альпах. Наступний роман Андреа Des diables et des saints (2021, Дияволи і святі) мала більший успіх. Це історія про таємничого старого, який грає Бетховена на піаніно в різних громадських місцях, щоб знову знайти своє дитяче кохання. У Франції роман розійшовся тиражем понад 30 000 примірників і був нагороджений Гран-прі RTL-Lire та Prix Ouest-France/Étonnants Voyageur.
Найбільший успіх Андреа нині приніс його четвертий і найдовший роман Veiller sur elle (2023, «Потурбуйся про неї»), який поєднує «чисту фантазію з великою кількістю романтики». Історія кохання бідного скульптора та спадкоємиці багатої генуезької аристократичної родини, що розгортається в Італії міжвоєнних років, розійшлася у Франції тиражем понад 50 000 примірників ще до того, як отримав престижну Гонкурівську премію на початку листопада 2023 року. Журі оцінило книгу «як метафізичну фреску, медитацію про присутність і відсутність». Раніше роман Veiller sur elle отримав літературну премію від роздрібної мережі Fnac.

## Твори

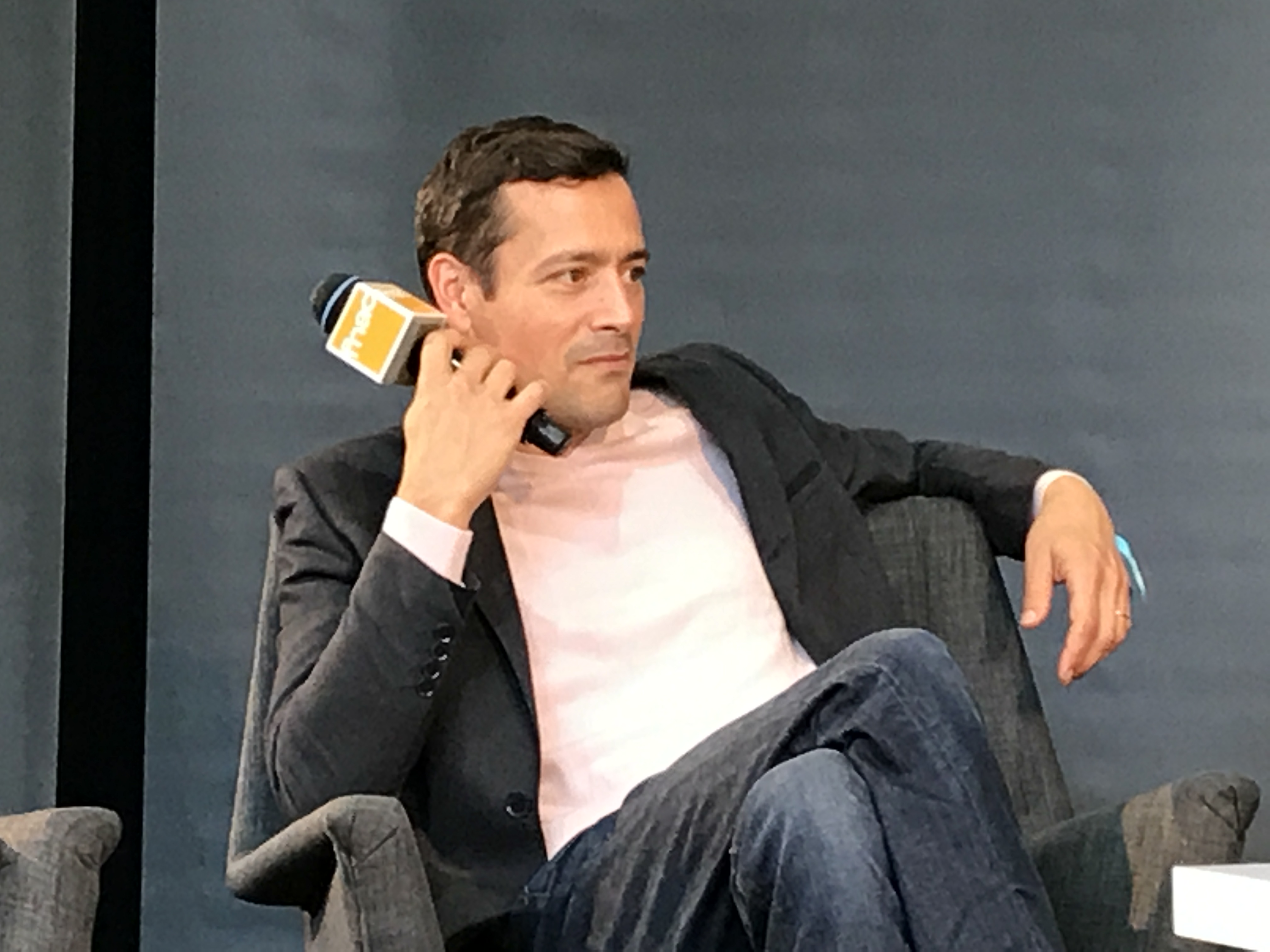
Андреа в 2017 році

- Ma reine. Париж: L'Iconoclaste, 2017. — ISBN 978-2-330-03037-7.
- Cent millions d'années et un jour. Париж: L'Iconoclaste, 2019. — ISBN 978-2-37880-076-5.
- Des diables et des saints. Париж: L'Iconoclaste, 2021. — ISBN 978-2-37880-174-8.
- Veiller sur elle. Париж: L'Iconoclaste, 2023. — ISBN 978-2-37880-375-9.

## Фільмографія
- 2003: Тупик
- 2006: Велике нічого
- 2007: Пекельний телефон (сценарій)
- 2013: Братство сліз — Остання доставка (La confrérie des larmes)

## Нагороди
- 2023: Prix du roman Fnac для Veiller sur elle
- 2023: Гонкурівська премія за Veiller sur elle